# Dorko
A Dorko (DRK) (saját írásmóddal: DЯK) egy népszerű magyar cipő és sportruházati márka a Szinga Sport Kft. tulajdonában.

## Története
Az 1920-as években a Dorogi Gumigyár elindította az akkoriban még luxuscikknek számító cipők előállítását magyar tervezők terveit felhasználva és külföldről átvett technológiát és szabadalmakat alkalmazva. A „dorogi” szó idővel a „dorgo” elnevezéssé rövidült, amelyet később a hétköznapi nyelvben „dorkó”-ként kezdtek emlegetni. Az 1970-es években ez a vászonból készült tornacipő nagyon népszerű volt, ám a rendszerváltás után a külföldi márkák térnyerése háttérbe szorította a magyar divatipart, ami eltüntette a dorkót a köztudatból.
2003-ban azonban a Magyar Képzőművészeti Egyetemen egy lelkes kreatív csoport felfedezte a márkában rejlő lehetőségeket, és célul tűzték ki annak újraélesztését. A műhelyt Drozsnyik Dávid és Ördögh László vezette, akik modern szemlélettel fogtak hozzá a munkához. A márkalogót a Graphasel Design Studio csapata tervezte meg, míg az első kollekció megálmodása Széki András és Tiszai Szilárd nevéhez fűződik. Miután Gém Péter lemondott karrierjéről teniszjátékosként, a vállalkozói területen próbálkozott, s végül 2014-ben megalapította a Dorko márkát.

## Célja
A Dorko rendszeresen dolgozik együtt magyar alkotókkal, hogy ötvözze a divatot a művészettel. A márka olyan nagykövetekkel rendelkezik, mint Bercsényi Balázs, Marsalkó Dávid, Szivák Zsolt, Deniz és Szőke Gábor Miklós. A Dorko emellett hosszú távú együttműködést kötött a Magyar Tenisz Szövetséggel, hogy a magyar teniszválogatott Dorko cipőkben lépjen pályára a nemzetközi versenyeken. A márka egyre népszerűbbé vált a magyar utcai viselet rajongóinak körében, főleg társadalmi kezdeményezéseinek köszönhetően, amelyekkel sokan azonosulni tudnak. Fontos számukra az alkotói szabadság és a véleménynyilvánítás támogatása.
Létrehozták a Dorko propagandaprogramot, amelynek célja, hogy kevésbé ismert problémákra hívja fel a figyelmet. Az ezen kampányból származó bevétel 100%-át az adott időszakban támogatott szervezeteknek adják. A Dorko 2015 óta támogatja a Magyar Vakok és Gyengénlátók Országos Szövetségének Vakvezetőkutya-kiképző Központját. Az együttműködés keretében már több mint 105 vakvezető kutyát képeztek ki, amelyek fontos segítséget nyújtanak a látássérült emberek számára. A Dorko létrehozta a "Loyalty is Royalty" nevű kampányt, amely pénzbeli támogatásokat gyűjt és növeli a kiképző központ ismertségét. A Dorko és a Johhnie Walker közösen készített egy cipőkollekciót a "Keep Walking Magyarország" program keretében a nők megkülönböztetése ellen való küzdelmet támogatva, hogy az eladásokból befolyt összeggel az Egyenlítő Alapítványt segítsék. A Dorkó az "Egy emberként előre" című kampány során egy több mint száz magyar sportoló, influenszer, előadó és közéleti személyiség aláírásával ellátott szurkolói mezt árvereztek el, majd az ebből szerzett teljes összeget a Fortissimo Sportalapítvány ajánlotta fel, hogy segítsen a hátrányos helyzetű gyermekeknek sportolási lehetőséget biztosítani.